# هنر کانکریت
هنر بتنی یا کانکریت آرت (به انگلیسی: Concrete art) یک حرکت هنری بود که تأکید زیادی بر انتزاع هندسی داشت. این اصطلاح اولین بار توسط تئو ون دوسبورگ فرموله شد و سپس در سال ۱۹۳۰ برای تعریف تفاوت بین دیدگاه هنری او و سایر هنرمندان انتزاعی آن زمان، توسط خودش مورد استفاده قرارگرفت. پس از مرگ وی در سال ۱۹۳۱، این اصطلاح توسط ماکس بیل بازتعریف شد و مورد محبوبیت قرارگرفت. بیل اولین نمایشگاه بین‌المللی را در سال ۱۹۴۴ ترتیب داده و به ارتقا این سبک در آمریکای لاتین کمک کرده بود. این اصطلاح پس از جنگ جهانی دوم به‌طور گسترده‌ای مورد استفاده قرار گرفت و از طریق تعدادی از نمایشگاه‌های بین‌المللی و جنبش‌های هنری ترویج‌شد.

## خاستگاه

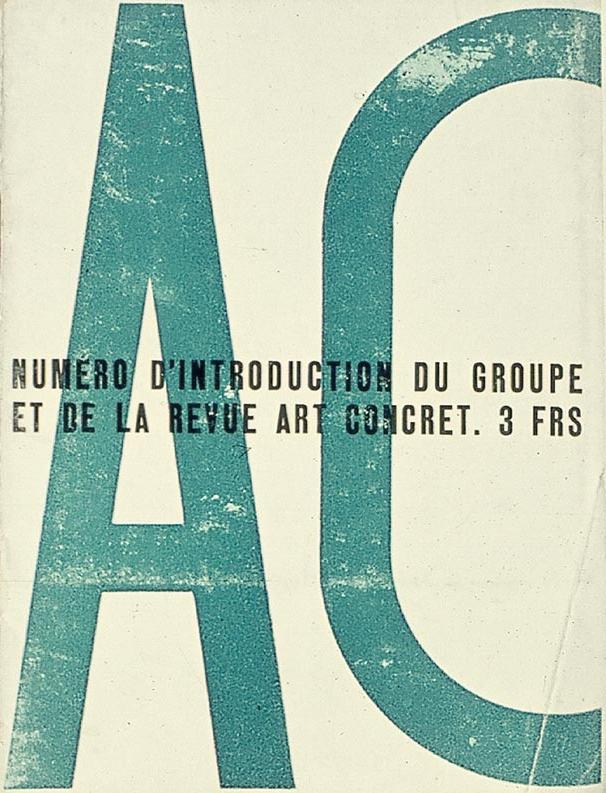
Revue Art Concrete، مه ۱۹۳۰.

پس از تجزیه رسمی د استایل، به دنبال آخرین شماره مجله مربوط به آن در سال ۱۹۲۸، ون دوسبورگ، بررسی ایجاد یک مجموعه جدید با رویکرد مشابه به هنر انتزاعی را آغاز کرد. وی در سال ۱۹۲۹ با خواکین تورس-گارسیا، نقاش اروگوئه ای، به همراه نامزدهای عضویت در این گروه از جمله ژرژ وانتانگرلو، کنستانتین برانکوشی، فرانتیشک کوپکا، پیت موندریان، فردریش ووردمبرگ-گیلدوارت و آنتوان پوسنر و دیگران در مورد برنامه‌های خود صحبت کرد. با این حال، ون دوسبورگ نامزدها را بین هنرمندانی که هنوز کارهایشان کاملاً انتزاعی نبوده و افراد بدون مرجع، تقسیم کرد. از آنجایی که این طبقه‌بندی احتمال رد صلاحیت گروه اول را در پی داشت، بحث‌ها بین این دو بالا گرفت و نهایتاً منجر به این شد که تورس-گارسیا را به جای میشل سوفور منتقد بلژیکی به عضویت درآورد و گروه Cercle et Carré را تشکیل بدهد.
به دنبال این، ون دوسبورگ پیشنهاد کرد که یک گروه رقیب، هنر کانکریت، به پشتیبانی هنر انتزاعی هندسی با ارتباط نزدیک به زیبایی‌شناسی نئوپلاستیسیسم، ایجاد شود. به نظر وی، اصطلاح «انتزاعی» که در هنر به کار می‌رود، دارای بار منفی است. در عوض او اصطلاح مثبت‌تر «کانکریت» را ترجیح می‌داد. سرانجام اتو جی کارلسوند، لوون آرتور توتونچیان، ژان هلیون و همکار او، مارسل وانتز (۷۹–۱۹۱۱)، به ون دوسبورگ پیوستند. در ماه مه ۱۹۳۰ آنها یک شماره از مجله فرانسوی زبان خودشان به نام Revue Art Concret را منتشر کردند که در آن یک مانیفست مشترک وجود داشت و آنها را به عنوان رادیکال‌ترین گروه انتزاعی معرفی می‌کرد.
«اساس نقاشی کانکریت

ما می‌گوییم:
1. هنر جهانی است.
2. یک اثر هنری باید قبل از اجرا کاملاً توسط ذهن تصور شده و شکل گرفته باشد. این اثر هنری نباید هیچ چیزی از داده‌های رسمی طبیعت، عواطف و احساسات دریافت کند. ما می‌خواهیم غزل‌خوانی، نمایش، نمادگرایی و غیره را کنار بگذاریم.
3. این نقاشی باید کاملاً با عناصر کاملاً پلاستیکی، یعنی سطوح و رنگ‌ها ساخته شود. یک عنصر تصویری هیچ معنایی فراتر از «خود» ندارد. در نتیجه، یک نقاشی معنایی غیر از «خود» ندارد.
4. ساخت یک نقاشی و همچنین عناصر آن باید ساده و از لحاظ بصری قابل کنترل باشد.
5. روش نقاشی باید مکانیکی باشد، یعنی دقیق، ضد امپرسیونیست.
6. تلاش برای شفافیت مطلق اجباری است.»[۴]

این گروه عمر کوتاهی داشت و فقط در سه دوره در سال ۱۹۳۰ نمایشگاه‌هایی به عنوان بخشی از نمایشگاه‌های گروهی بزرگتر برگزار کردند. اولین بار در ماه ژوئن در Salon des Surindépendents برگزار شد و پس از آن تولید پاریس ۱۹۳۰ در زوریخ برگزار شد و در ماه اوت نمایشگاه AC: Internationell utställning av postkubistisk konst (نمایشگاه بین‌المللی هنر پس از کوبیسم) در استکهلم با حضور کارلسوند. کارلسوند در فهرست کاتالوگهای اخیر اظهار داشت که "برنامه" این گروه مشخص است: خلوص مطلق. نئو پلاستیک گرایی، تخیل گرایی و ساخت گرایی با هم ". اندکی قبل از مرگ ون دوسبورگ در سال ۱۹۳۱، اعضای گروه هنر کانکریت که هنوز در پاریس فعال هستند با انجمن بزرگتر مخلوقات انتزاعی متحدشدند.

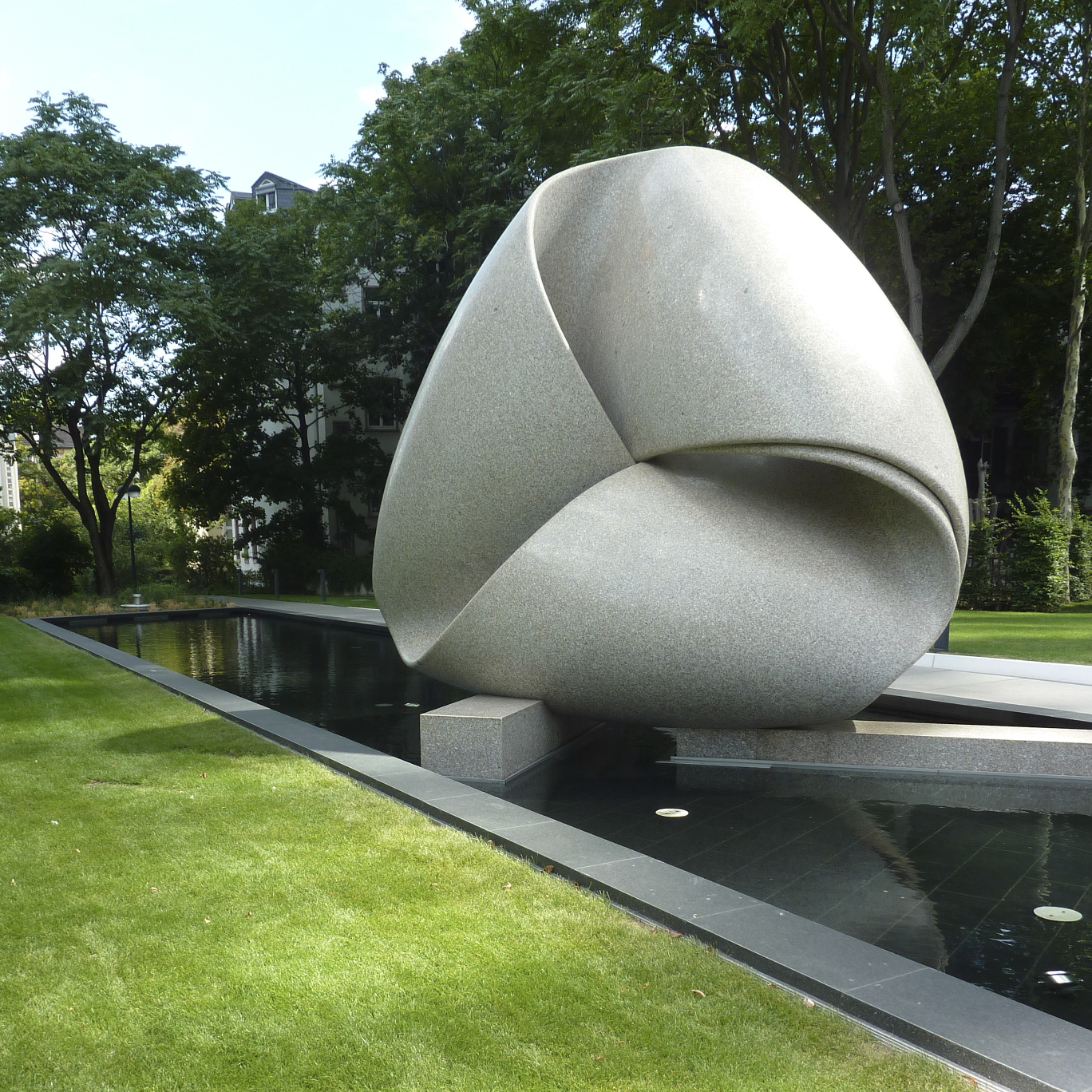
ماکس بیل، تداوم (کلوس فرانکفورت)، ۱۹۸۶، مجموعه: دویچه بانک، فرانکفورت. ماکس بیل مشتاق خلق آثاری مبتنی بر مبانی ریاضی و هندسی بود - مظاهر مادی فرایندهای فکری که در برابر نمادگرایی مقاومت می‌کردند.